# 碓井忠平
碓井 忠平（うすい ちゅうへい、1899年〈明治32年〉9月 - 没年不明）は、昭和時代の朝鮮総督府官僚。弁護士。黄海道知事。

## 経歴
碓井忠治の長男として山口県に生まれる。1922年（大正11年）高等試験に合格し、翌年東京帝国大学法学部法律学科を卒業する。朝鮮総督府に奉職し、警察講習所教授、専売局事務官、農林局土地改正課長、殖産局商工課長、総督官房人事課長などを経て、1940年（昭和15年）10月、総督官房審議室主任となる。その後、1942年（昭和17年）10月、黄海道知事に就任した。1944年（昭和19年）退官した。
朝鮮飛行機工業専務を経て、終戦後は弁護士を開業した。

## 親族
- 弟 碓井隆次（大阪社会事業短期大学教授）[4]
- 弟 碓井益雄（動物学者）[4]
- 三男 碓井清（弁護士）[4]
- 義兄 伊藤正義（妻かつえ兄、京城帝国大学教授）[4]
- 義弟 杉浦武雄（妹貞子夫、衆議院議員、参議院議員）[4]